# Jurnal de actualități

Întâlnirea de la Yalta a aliaților. Imagine din jurnal de actualități

Filmul de scurt metraj (circa 5-10 minute de proiecție) numit „Jurnal de actualități” se poate compara, prin analogie, cu termenul gazetăresc ziar, fiind un periodic nu scris, ci filmat. Este un montaj de mai multe documentare filmate în diferite amplasamente, evenimente deosebite din viața socio-culturală-politică a societății interne și internaționale.
În România au existat astfel de jurnale de actualități încă din 1896, odată cu apariția cinematografului, până în anul 1974, când nu s-au mai produs datorită faptului că mijloacele de informare vizuale s-au dezvoltat odată cu răspândirea televizorului în cele mai periferice localități. Aceste jurnale își pierdeau statutul de noutăți după cel mult o săptămână de la apariție. Jurnalul de actualități a fost înlocuit de televiziune cu „Jurnalul TV”.